# 宝积镇
宝积镇，是中华人民共和国甘肃省白银市平川区下辖的一个乡镇级行政单位。
2014年，甘肃省民政厅批复同意撤销宝积乡，设立宝积镇。

## 行政区划
宝积镇下辖以下地区：
尖山村、魏家地村、黑水村、吊沟村、大湾村、贺家川村、周家地村、墩墩滩村、响泉村、小川村和广沿沟村。